# Brownlowia eberhardtii
Brownlowia eberhardtii är en malvaväxtart som först beskrevs av François Gagnepain, och fick sitt nu gällande namn av André Joseph Guillaume Henri Kostermans. Brownlowia eberhardtii ingår i släktet Brownlowia och familjen malvaväxter. Inga underarter finns listade i Catalogue of Life.